# Alfons Friderichs
Alfons Friderichs (né le 25 décembre 1938 à Klotten et mort le 15 avril 2021) est un banquier, diacre, héraldiste et auteur allemand.

## Biographie
Alfons Friderichs est le fils de Wilhelm Friderichs (né en 1907 et mort disparu en Russie depuis 1944), réviseur de caisse d'épargne originaire de Trèves, et de son épouse Maria née Göbel (1913-1984), originaire de Klotten. Le mariage des parents a lieu le 13 mai 1935 à Klotten. Dès son adolescence, à partir de 1952, Friderichs s'est engagé dans différents groupes de jeunes de l'Église catholique en tant qu'animateur de jeunesse et responsable de camps de vacances pour enfants, comme par exemple à Sigmaringen au Luxembourg ou à Lohnsburg. Après ses études et terminé avec succès un apprentissage d'employé de banque, il effectue son service militaire de 1960 à 1961 chez les pionniers de la Bundeswehr à Coblence. À partir du milieu des années 1960, Friderichs commence à publier et à documenter l'histoire locale dans des livrets de site d'art, dans les éditions des annuaires locaux pour l'arrondissement de Zell, les arrondissements de Daun et Bernkastel-Wittlich, et dans les annuaires de l'association Hunsrück. D'autres articles culturels et historiques sur les personnes, la noblesse, les familles de chevaliers, les bâtiments historiques, les monuments, le clergé, les monastères et leurs possessions suivent dans des magazines et des quotidiens tels que le Rhein-Zeitung (de), le Trierischer Volksfreund, le Trierische Landeszeitung (de), divers suppléments mensuels et officiels bulletins d'information. À partir de 1969, il s'occupe d'héraldique et dessine ses premières armoiries de la ville mosellane de Bullay, qui sont officiellement reconnues le 8 avril 1969 par le gouvernement du district de Coblence. Au total, il conçoit plus de 70 autres armoiries régionales de la région de la Moselle au fil des ans.
En plus de son engagement au niveau politique local, notamment en tant que vice-président de la CDU de l'arrondissement de Cochem-Zell, il milite pour la préservation des biens culturels à partir de 1974 en tant que membre de l'Association rhénane pour la conservation des monuments et la protection du paysage (de). Friderichs soutient bénévolement la restauration de bâtiments historiques, tels que les anciens murs de la ville de Zell ou le château de Coraidelstein (de) De 1985 à 2005, il est membre et président du comité de rédaction de l'édition de l'annuaire de l'arrondissement de Cochem-Zell. Le 16 mars 1991, il est ordonné diacre dans la cathédrale de Trèves. L'un des livres qu'il a publié, intitulé Persönlichkeiten des Kreises Cochem-Zell et datant de 2004, est cédé à la Rheinland-Pfälzische Personendatenbank (de) (RPPD) pour son libre usage. En 2004, il reçoit l'Ordre du mérite de la République fédérale d'Allemagne.

## Famille
Friderichs est marié depuis le 29 juin 1967 à Elsbeth Margarete née Kollmann (née le 6 juin 1942), une fille des époux Jakob Kollmann et Elisabeth née Schaefers. De ce mariage sont nés trois enfants communs. En juillet 1969, Elsbeth Friderichs est la première femme à être élue au parlement d'un arrondissement communal depuis plus de 150 ans et prend en même temps la présidence du conseil d'arrondissement de Cochem-Zell. Son grand-père paternel est l'ancien directeur de l'école de viticulture de Cochem Heinrich Josef Friderichs (1872-1952) originaire d'Ediger.

## Fonctions au sein du parti
- Membre de la Junge Union et de la CDU depuis le 6 janvier 1968
- 1969-1970 Président de l'association communautaire JU à Zell
- 1969-1979 Trésorier et vice-président d'arrondissement de la CDU
- 1970-1974 Président de la Junge Union dans l'arrondissement de Cochem-Zell
- 1970-1974 Membre du conseil d'arrondissement JU de Coblence-Montabaur
- 1972-1974 Membre provisoire du conseil d'administration de la JU à Mayence pour diriger le groupe de travail "Bénéfices de constitution de capital"
- 1976-1980 Membre du conseil d'administration de l'association communale de Zell CDU
- 1980-1982 Membre du conseil d'administration de l'association politique municipale du district
- Depuis le 21 mars 1982 vice-président d'arrondissement de la CDU
- 1988-1990 Membre du conseil d'arrondissement de la CDU
- 1987-1989 Président de l'association municipale CDU à Zell (démission pour cause de diaconat)

## Mandats politiques locaux
- 1970-1974 Membre du conseil municipal de Zell
- 1974-1990 Membre du conseil d'arrondissement de Cochem-Zell (démissionnaire en raison de diaconat)
- 1974-1978 Membre du conseil d'administration du groupe parlementaire d'arrondissement CDU
- 1974-1978 Président du Comité des maisons de retraite et des places de soins
- 1980-1984 Président du Comité pour la préservation des monuments
- 1974-1994 Membre du comité d'arrondissement pour la protection de la jeunesse. Candidature en tant qu'éducateur de quartier, création d'un jardin d'enfants sur le Barl à Zell et membre de la sous-commission "Plan jeunesse" de 1982 à avril 1984
- Depuis 1987, membre de la commission culturelle d'arrondissement. Demande pour les annuaires de l'arrondissementde Cochem-Zell, l'école de musique du district et le concours de façades et depuis le 22 août 1994, membre suppléant.
- 1976-1984 et de nouveau à partir de 1989 membre du conseil municipal de Zell, de 1976-1984 et de 1989 à 1990 chef adjoint du groupe parlementaire
- À partir de novembre 1982, suppléant de Werner Langen sur la liste d'État de Rhénanie-Palatinat pour le Landtag
- À partir d'octobre 1986 sur la liste d'État de Rhénanie-Palatinat 3e candidat à la circonscription de Cochem-Zell

## Mandats religieux
- Depuis l'automne 1952, membre de Katholischen Jugend de Klotten
- De 1957 à 1958, responsable de la jeunesse paroissiale et chef tribal du KJG à Haan (Rhénanie)
- De 1958 à 1964 responsable de la jeunesse paroissiale à Klotten
- À partir de 1968 lecteur et employé de la paroisse "St. Pierre » à Zell
- Depuis le 6 avril 1976 membre du conseil d'association paroissiale du doyenné de Zell
- Président du conseil paroissial du doyenné de Zell en 1980, 1984 et 1996
- De 1975-1979 et 1987-1991 président du premier conseil paroissial de Kaimt
- De 1979 à 1983, responsable du comité de liturgie à Kaimt
- À partir de 1980 responsable dans le doyenné de séminaires pour les cultes sans prêtre
- 1983–1999 Chef du service religieux pour enfants la veille de Noël à kaimt
- À partir de 1981 Célébration de la Parole avec distribution de la communion dans toutes les paroisses de Zell
- 1982 Admission parmi les candidats au diaconat permanent, avec l'admission comme lecteur et acolyte à St Thomas par l'évêque auxiliaire Kleinermeilert
- 1982-1984 élu porte-parole du cercle des diacres de Trèves
- De 1988 à 2004 membre du Conseil catholique de Trèves
- Le 16 mars 1991, il est ordonné diacre dans la cathédrale Saint-Pierre de Trèves
- 1993-1996 membre du groupe de travail "Pastorale coopérative" dans la région Mosel-Eifel-Hunsrück à Wittlich

## Héraldique
- 1969 Projet de ses premières armoiries pour la communauté locale de Bullay (l'approbation du gouvernement du district de Coblence a lieu le 8 avril 1969)
- Ébauche de 73 blasons supplémentaires pour les communes et blasons de l'arrondissement de Cochem-Zell (1970) et pour les administrations communales de Treis-Karden et Traben-Trarbach

## Honneurs
- 20 mai 1977: Récompensé de la plaque d'honneur de la Rheinischen Schützenbundes Gebiet Süd
- 27 mai 1989 : Médaille pour l'exposition "Art de l'Égypte ancienne" à l'exposition philatélique à l'occasion du 2000e anniversaire de la ville de Bonn
- 16 août 1999 : Remise d'un certificat pour 25 ans d'appartenance au conseil d'arrondissement de Cochem-Zell par le conseil d'arrondissement de Rhénanie-Palatinat (de)
- 2004 : Remise de la Croix fédérale du mérite avec ruban
- 5 septembre 2012 : Attribution du Rheinlandtaler (de) de l'Association régionale de Rhénanie (de) (LVR) à l'administration de l'arrondissement de Cochem

## Travaux
- Klotten und Burg Coraidelstein, Neuss, Gesellschaft für Buchdruckerei, 1969, 18 p. (online).
- Alfons Friderichs u. Karl-Josef Gilles, Zell an der Mosel (Rheinische Kunststätten), Neuss, Gesellschaft für Buchdruckerei, 1975, 27 p. (online).
- Kloster Maria-Engelplieu bei Treis an der Mosel, Neuss, Gesellschaft für Buchdruckerei, 1975, 15 p. (ISBN 3-88094-017-7) (online).
- Alfons Friderichs u. Karl-Josef Gilles, Bad Bertrich, Neuss, Gesellschaft für Buchdruckerei, 1976, 19 p. (ISBN 3-88094-176-9) (online).
- Alfons Friderichs, Karl-Josef Gilles (de) u. Wolfgang Wolpert, Ediger-Eller an der Mosel, Neuss, Gesellschaft für Buchdruckerei, 1978, 32 p. (ISBN 3-88094-321-4) (online).
- Alfons Friderichs, Karl-Josef Gilles, Klotten an der Mosel mit Burg Coraidelstein, Neuss, Gesellschaft für Buchdruckerei, 1980, 19 p. (ISBN 3-88094-321-4) (online).
- Alfons Friderichs, Karl-Josef Gilles u. Friedrich Otto, Bad Bertrich, Neuss, Gesellschaft für Buchdruckerei, 1981, 19 p. (ISBN 3-88094-392-3) (online).
- Alfons Friderichs u. Karl-Josef Gilles, Überarb. von Reinhold Schommers (de) (Hrsg.: Rhein. Verein für Denkmalpflege u. Landschaftsschutz), Beilstein an der Mosel, Neuss, Neusser Dr. u. Verl., 1987, 15 p. (ISBN 3-88094-591-8) (online).
- Hrsg.: Klotten und seine Geschichte (zur 1300-Jahr-Feier des lieues) hrsg. von der Arbeitsgemeinschaft für Landesgeschichte und Volkskunde des Trierer Raumes, Briedel, Rhein-Mosel-éditeur, 1997, 591 p. (ISBN 3-929745-48-8) (online).
- Wappenbuch des Landkreises Cochem-Zell, Bad Bertrich, F. Burgard, 2001, 221 p. (ISBN 3-00-008064-3) (online).
- Hrsg.: Persönlichkeiten des Kreises Cochem-Zell, Trier, Kliomedia, 2004, 398 p. (ISBN 3-89890-084-3) (online).
- Bearb.: Ritter-, Adelsgeschlechter und Herrschaftsfamilien im Kreis Cochem-Zell, Weißenturm, Cardamina-éditeur, 2015, 1044 p. (ISBN 978-3-86424-272-4) (online).
- Hrsg.: Sagen, Legenden und Geschichten im Kreis Cochem-Zell, Weißenthurm, Cardamina éditeur Susanne Breuel, 2017, 432 p. (ISBN 978-3-86424-363-9) (online).
- Hrsg.: Vor- und Frühgeschichte im Kreis Cochem-Zell, Weißenthurm, Cardamina-éditeur, 2019, 345 p. (ISBN 978-3-86424-471-1)